# Кварта Хостилия
Кварта Хостилия (на латински: Quarta Hostilia) e римлянка от Древен Рим.

## Биография
Произлиза от плебейската фамилия Хостилии. Омъжва се за Гней Фулвий Флак, който е претор през 212 пр.н.е. и главнокомандващ на войската в Апулия и след загуба в битка против Ханибал отива в изгнание. Техните деца са Квинт Фулвий Флак (консул 180 пр.н.е.) и вероятно Гней Фулвий (претор 190 пр.н.е.).
Хостилия се омъжва втори път за Гай Калпурний Пизон, който е избран за консул през 180 пр.н.е. Той умира малко преди да тръгне през 180 пр.н.е. за Лигурия. Вероятно тя го е отровила, за да осигури консулат на сина си Квинт.
Тя е баба на Гай Фулвий Флак (консул 134 пр.н.е.) и вероятно на Сервий Фулвий Флак (консул 135 пр.н.е.).